# Maude Landry
Maude Landry est une humoriste québécoise née le 5 décembre 1991. Elle fréquente l'École nationale de l'humour en cours du soir, où elle se spécialise en création humoristique, écriture télévision et sitcom.

## Biographie

### Débuts
En début de carrière, Maude Landry fait de l'improvisation théâtrale, et parallèlement des apparitions dans les émissions Info, sexe et mensonges, En mode Salvail, La soirée est (encore) jeune ,  et Patrick Groulx et ses p'tits pas fins. Elle est régulièrement  invitée au ComediHa! Club de Québec et à Le Bordel Comédie Club,.
En 2017, elle fait la première partie des tournées de Louis T. et d'Adib Alkhalidey.  De plus, dans la foulée des accusations portées à l'encontre de Gilbert Rozon, elle prend part à un spectacle organisé par une coalition d’humoristes intitulé « Vive ton courage » au profit du Regroupement québécois des CALACS (Centre d’aide et de lutte contre les agressions à caractère sexuel) où la coalition lance son propre festival d'humour, le Grand Montréal Comique. 
En avril 2018, Maude Landry présente premier spectacle solo « Subtile » au Théâtre Rialto. En septembre 2018, elle participe à une série de vidéos produites par la Fondation Jasmin Roy contre l'intimidation des gais et lesbiennes relayées par la chaîne Vrak. 
Au 20e gala Les Olivier, Maude Landry remporte deux trophées, celui de la Découverte de l'année et l'autre, de la Capsule ou sketch radio humoristique de l’année pour son numéro Les choses pas logiques, présenté durant l’émission La soirée est (encore) jeune.
Maude a animé la troisième saison de la série télévisée Le Sens du punch qui a été diffusée sur le réseau Unis TV en 2021.

### Premierone-woman show
En janvier 2023, Maude Landry lance son premier one-woman show, intitulé L'Involution, dont la première a lieu le 24 janvier au Gèsu de Montréal. Elle y mêle l'humour absurde, le stand-up traditionnel et la chanson en abordant les thèmes du monde animal, de la santé mentale et du célibat,. Le spectacle atteint les 25 000 billets vendus en mai 2023, ce qui vaut un billet d'argent à l'humoriste.

## Engagement social
En mai 2023, Maude Landry devient porte-parole de la fondation Jeunes en tête, qui a pour objectif la prévention de la détresse psychologique chez les adolescents au Québec. Elle participe à des capsules de sensibilisation au ton humoristique qui présentent des enjeux associés à la senté mentale et des ressources auxquelles les jeunes ont accès pour obtenir de l'aide,.

## Carrière

### Spectacles
- 2018 : Subtile
- 2023 : L'Involution

### Filmographie
- 2019 : Les Barbares de La Malbaie (film) de Vincent Biron : Camille, animatrice d'une station de radio
- 2020 : Les Fleuristes (web-série) : Elle-même
- 2020 : Les Suppléants (émission jeunesse éducative)
- 2021 : Le Sens du punch (série documentaire)
- 2025 : LOL : qui rira le dernier ? (série de télé-réalité)

## Distinctions
- 2018 : Olivier de la découverte de l'année
- 2018 : Olivier de la capsule ou du sketch radio humoristique de l'année pour Les choses pas logiques à La soirée est (encore) jeune